# Albert II Sachsen-Wittenberg
Albert II Sachsen-Wittenberg (Albert z Saksonii i Wittenbergi, ur. ok. 1285 r., zm. 19 maja 1342 r. w Pasawie) – książę-biskup pasawski od 1320 do 1342 r.

## Życiorys
Albert był trzecim synem elektora Saksonii Albrechta II i Agnieszki Habsburg, córki króla niemieckiego Rudolfa I. Przeznaczono go do kariery kościelnej: był kanonikiem w Moguncji i proboszczem katedry św. Szczepana w Wiedniu. W 1320 r. został mianowany przez papieża Jana XXII biskupem diecezji pasawskiej. Stał się przez to feudalnym władcą księstwa biskupiego. W trakcie rywalizacji o tron pomiędzy Ludwikiem IV Bawarskim a Fryderykiem III Pięknym stanął po stronie swojego habsburskiego kuzyna Fryderyka, którego wspierał także w bitwie pod Mühldorf (1322).
W Pasawie odbudował Nowy Targ (niem. Neumarkt), część Starego Miasta zniszczoną w czasie mieszczańskiego powstania przeciwko biskupowi Bernhardowi von Prambach w 1298 r. Dokonał także poprawy statutów cechów piekarzy, piwowarów i rzeźników. W 1322 r. przekazał miejscowy ratusz pasawskim mieszczanom.
Został pochowany w katedrze w Pasawie.